# Шинасылов, Айтпай
Айтпай Шинасылов (1897, село Уч-Арал, Аулиеатинский уезд, Сырдарьинская область, Туркестанский край, Российская империя — неизвестно, село Уч-Арал, Таласский район, Джамбулская область, Казахская ССР) — старший чабан каракулеводческого совхоза «Таласский» Министерства совхозов СССР, Таласский район Джамбулской области, Казахская ССР. Герой Социалистического Труда (1949).

## Биография
Родился в 1880 году в крестьянской семье в селе Уч-Арал Аулиеатинского уезда. Окончил местную начальную школу. С раннего возраста пас скот. Во время коллективизации вступил в местную сельскохозяйственную артель. В последующем трудился чабаном в совхозе «Таласский» Южно-Казахстанской области (в последующем — Джамбулская область). В послевоенные годы — старший чабан в этом же совхозе.
Вместе с совхозными специалистами по зоотехнике занимался селекционно-племенной работой по улучшению породности овец, дающих чёрный каракуль. В 1948 году вырастил в среднем от каждой сотни овцематок по 112 ягнят от общего числа голов на начало года в 717 маток. Получил 85 % смушек первого сорта. Указом Президиума Верховного Совета СССР от 1 декабря 1949 года удостоен звания Героя Социалистического Труда за «получение высокой продуктивности в животноводстве в 1948 году» с вручением ордена Ленина и золотой медали «Серп и Молот» (№ 4964).
Этим же указом званием Героя Социалистического Труда были награждены труженики совхоза «Таласский» управляющий совхозной фермой Абдыр Сагинтаев, старший ветеринарный врач Шарафий Губашевич Губашев, старший зоотехник Алексей Петрович Финаев, старшие чабаны Дюсембек Айдыбеков, Иманбек Амангельдиев, Аблямат Джуманбаев, Айтете Омаров, Касым Самбетов и Ештайбек Шомышбаев.
Был наставником молодых чабанов. Трудился в совхозе до выхода на пенсию в 1961 году.
Проживал в родном селе Уч-Арал Таласского района. Дата смерти не установлена.